# Эри (город)
Э́ри (англ. Erie, МФА: [ˈɪəri]) — город, располагающийся в северо-западном регионе штата Пенсильвания на территории США. Название города происходит от озера Эри, на южном берегу которого расположен город. По численности населения, составляющей на 2020 год 94 831 человек, город занимает в Пенсильвании четвёртое место после Филадельфии, Питтсбурга и Аллентауна. Метрополия Эри состоит из примерно 280 000 жителей и из ещё 195 000 жителей отдалённых пригородов. Город является окружным центром округа Эри.
Эри располагается рядом с Кливлендом (Огайо), Буффало (штат Нью-Йорк), Питтсбургом (Пенсильвания). Основой экономики города являются машиностроительная и химическая отрасли, хотя здравоохранение, высшее образование и туризм становятся все более важным экономическим фактором. Множество людей приезжают на прибрежный отдых в парк Преск-Айл, казино и ипподром, названные в честь парка штата.
Эри известен как Флагманский город благодаря тому, что он является портом приписки флагмана USS Niagara (1813) Оливера Хазарда Перри. Также город известен как Жемчужный город из-за множественных бликов озера. Эри выиграл Всеамериканскую городскую премию в 1972 году.

## История
До колонизации европейцами территорию Эри населяли племена ирокезов. Попытки французов закрепиться в этом районе в 1750-х оказались безуспешными из-за сопротивления индейцев, подстрекаемых британскими агентами. В 1760 году территория перешла под контроль англичан. Со времён войны за независимость США принадлежность района оспаривалась штатами Коннектикут, Массачусетс, Нью-Йорк и Пенсильвания, пока наконец 3 марта 1792 решением федерального правительства территория не была продана Пенсильвании по 75 центов за акр (на общую сумму 151 640 долларов 25 центов).
Город был основан 18 апреля 1795 года, но фактически оставался маленькой деревушкой вплоть до англо-американской войны 1812 года, когда массовое строительство кораблей в Эри дало толчок к дальнейшему развитию города.
В течение XIX и первой половины XX веков Эри развивался как центр судостроения, металлургии, рыболовства, а также как важный железнодорожный узел. В конце XIX века в Эри возникла община русских старообрядцев, переселившихся в США из-за религиозных преследований на родине.
С началом в середине XX века кризиса традиционных отраслей промышленности Эри пережил значительный спад экономической активности, приведший к снижению численности населения. Город является одним из центров т. н. Ржавого пояса.

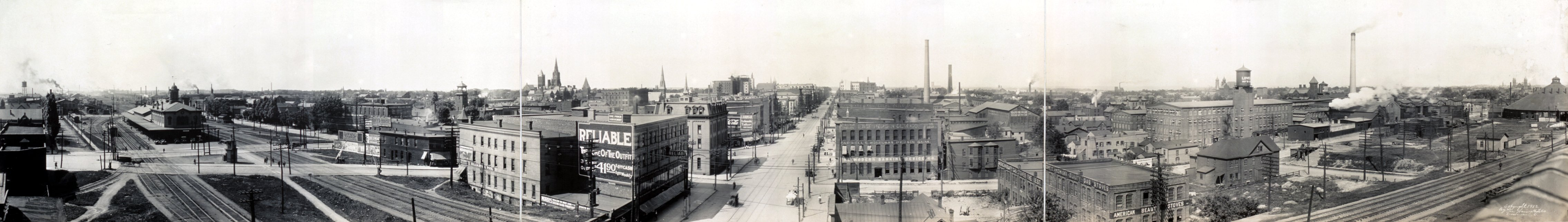
Панорама центра города, 1912

## География и климат

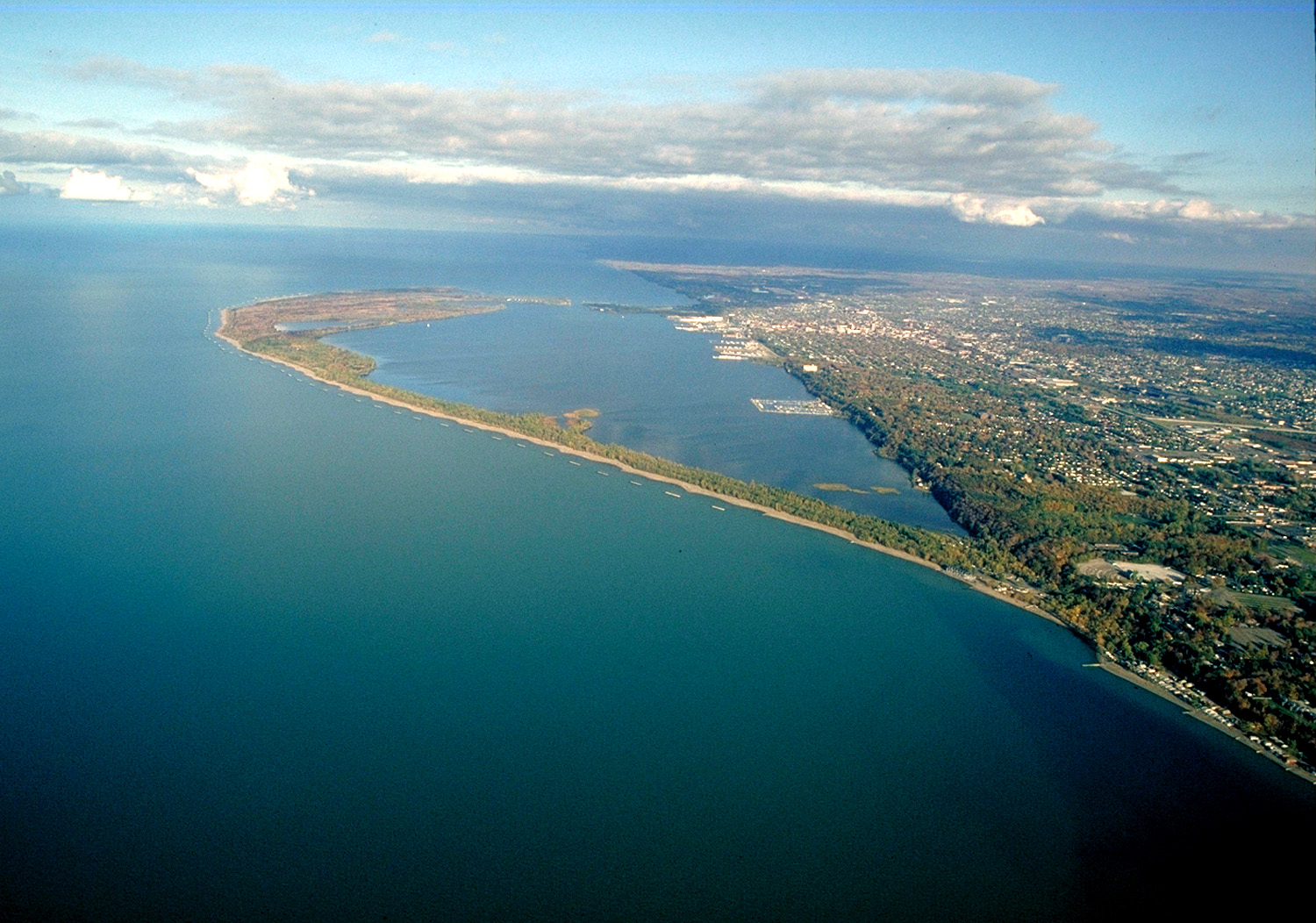
Вид с воздуха на центр города.

Город расположен на южном берегу озера Эри, на крайнем северо-западе штата Пенсильвания.
Климат города типичен для региона Великих озёр, с четырьмя отчётливо выраженными сезонами: зима, весна, лето и осень. Эри расположен в т. н. «снежном поясе», в год выпадает в среднем 200 сантиметров снега (6-е место в США). Зимы холодные, с сильными снегопадами и метелями, перемежающимися оттепелями. Благодаря близости озера лето не такое жаркое и душное, как во внутренних районах Пенсильвании.
| Показатель                                                                | Янв. | Фев. | Март | Апр. | Май  | Июнь | Июль | Авг. | Сен. | Окт. | Нояб. | Дек. | Год  |
| ------------------------------------------------------------------------- | ---- | ---- | ---- | ---- | ---- | ---- | ---- | ---- | ---- | ---- | ----- | ---- | ---- |
| Абсолютный максимум, °C                                                   | 23   | 25   | 28   | 32   | 33   | 38   | 37   | 36   | 37   | 32   | 28    | 24   | 38   |
| Средний суточный максимум, °C                                             | 1,8  | 2,5  | 6,8  | 13,8 | 20,2 | 25,1 | 27,3 | 26,6 | 23,2 | 16,8 | 10,3  | 4,6  | 14,9 |
| Средняя температура, °C                                                   | −2,1 | −1,7 | 2,3  | 8,6  | 14,9 | 20,1 | 22,6 | 21,9 | 18,4 | 12,4 | 6,4   | 1,2  | 10,4 |
| Средний суточный минимум, °C                                              | −5,9 | −5,9 | −2,3 | 3,3  | 9,6  | 15,2 | 17,9 | 17,3 | 13,7 | 7,9  | 2,6   | −2,2 | 5,9  |
| Абсолютный минимум, °C                                                    | −28  | −28  | −23  | −14  | −3   | 0    | 7    | 3    | 1    | −5   | −14   | −24  | −28  |
| Среднее число дней с осадками                                             | 20   | 15   | 14   | 14   | 14   | 12   | 11   | 10   | 10   | 14   | 15    | 19   | 167  |
| Норма осадков, мм                                                         | 87   | 64   | 78   | 88   | 89   | 94   | 85   | 85   | 110  | 111  | 95    | 106  | 1092 |
| Источник: Национальное управление океанических и атмосферных исследований |      |      |      |      |      |      |      |      |      |      |       |      |      |

## Население

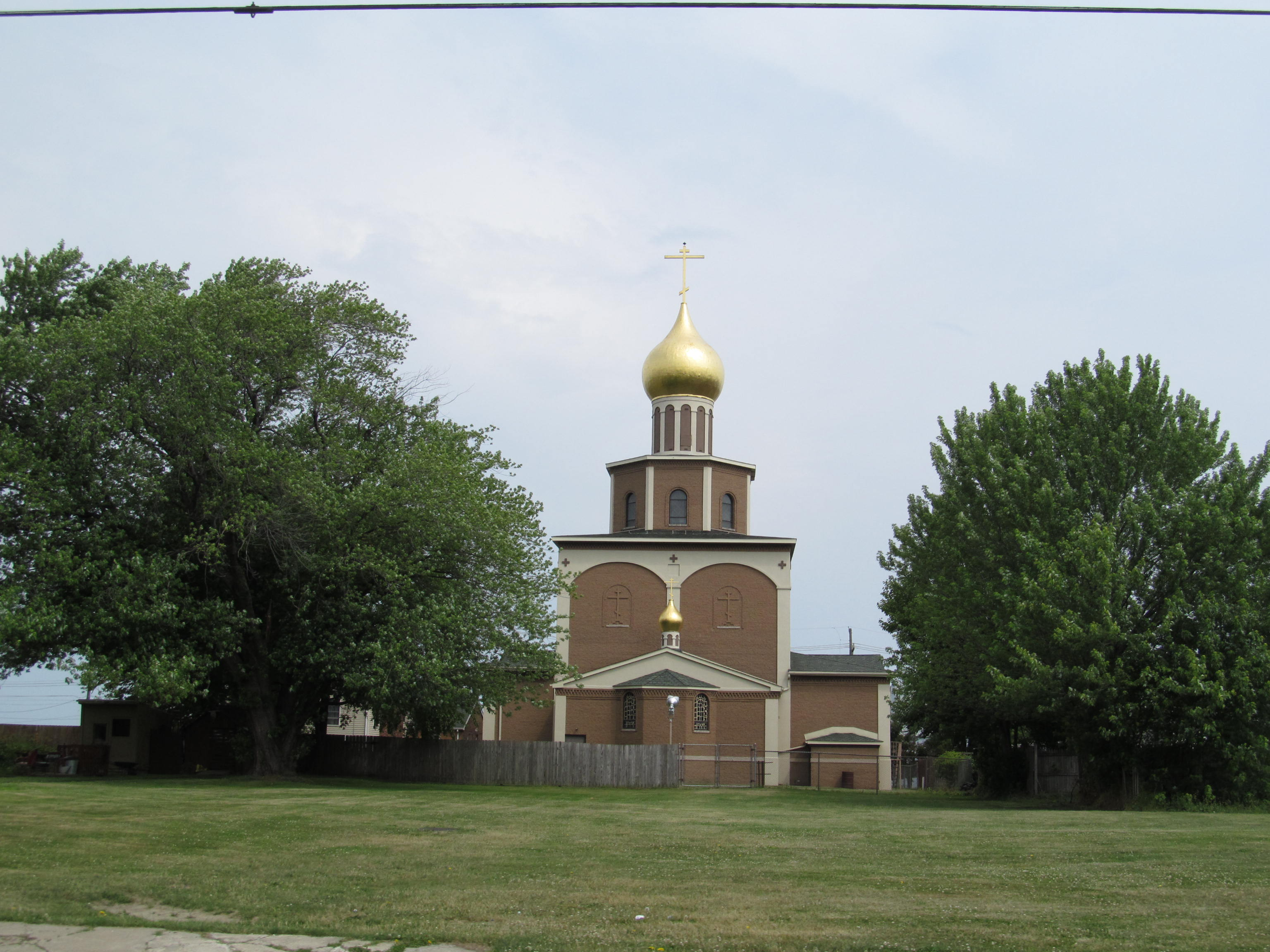
Церковь Рождества Христова (единоверческая)

По данным переписи, на 2010 год в городе проживало 101 786 человек, имелось 40 913 домохозяйств и 22 915 семей. В связи с экономическим упадком население города сократилось за последние 50 лет приблизительно на 40 000 человек.
Белые составляют около 65 % населения Эри, Афроамерика́нцы — 22 %, латиноамериканцы — 8 %. Лица, родившиеся за пределами США составляют 6 % населения. В результате деятельности правозащитной организации Международный институт Эри в городе поселилось значительное число беженцев из Боснии, Ирака, Сомали, Косово, Либерии, Судана и Эритреи, что привело к резкому росту преступности и усилению оттока среднего класса в пригороды.
В начале XX века в Эри проживало множество русских староверов, но к настоящему времени от некогда большой и процветающей общины осталась лишь одна православная единоверческая церковь в честь Рождества Христова.
Среднегодовой доход на душу населения составляет 14 972 доллара США.

## Экономика

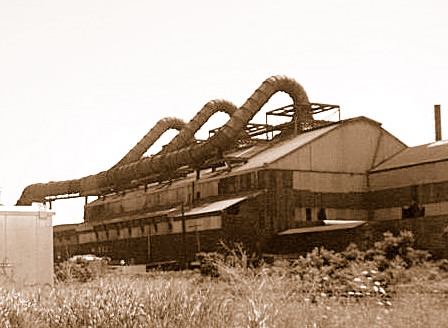
Заброшенный завод в пригороде Эри

Начав развиваться как центр судостроения и важный озёрный порт, обеспечивавший Пенсильвании выход к системе Великих озёр, Эри в дальнейшем стал так же крупным железнодорожным узлом и центром металлургии и тяжёлого машиностроения. Упадок традиционных отраслей промышленности, начавшийся после Второй мировой войны, нанёс тяжелейший удар по экономике города, от которого Эри не оправился до настоящего времени.
Значительная часть заводов были остановлены в 1970-х—1980-х годах. Тем не менее, Эри по прежнему является крупным машиностроительным центром (в частности, более половины тепловозов, производимых в США, собираются в Эри на заводе компании General Electric).
С конца 1980-х в городе начала развиваться химическая промышленность, производство пластмасс, полиэтилена и биотоплива. Возрастает роль туризма и медицины.

## Культура
Эри является домом для множества музыкальных и танцевальных групп, известных далеко за пределами города и даже штата.
Также в городе имеется множество исторических памятников, связанных с историей освоения колонистами региона Великих озёр и борьбой Англии, США и Франции за этот регион.